# Maria Cristina de' Medici
Maria Cristina di Cosimo II de' Medici, a volte indicata anche come Maria Cristiana (Firenze, 24 agosto 1609 – Firenze, 9 agosto 1632), era la figlia primogenita del granduca Cosimo II de' Medici e di Maria Maddalena d'Austria.

## Biografia

### Infanzia
Nata deforme o ritardata (come la zia Maria Maddalena de' Medici), Maria Cristina fu battezzata il 21 novembre 1610.

### In convento
Nel 1619 venne rinchiusa nel convento delle Monache di Santo Stefano, chiamato la Santissima Concezione, ma non prese mai i voti.

### Morte e sepoltura
Stando a quanto riferisce il diario di corte di Cesare Tinghi, morì nella Villa medicea di Poggio Imperiale.
Nel 1857, durante una prima ricognizione delle salme dei Medici, così venne ritrovato il suo corpo: 

## Ascendenza
|                           |                        |                       | Genitori                         |  |  | Nonni |  |  | Bisnonni            |  |  | Trisnonni                 |  |
|                           |                        |                       |                                  |  |  |       |  |  | Cosimo I de' Medici |  |  | Giovanni delle Bande Nere |  |
|                           |                        |                       |                                  |  |  |       |  |  | Cosimo I de' Medici |  |  | Giovanni delle Bande Nere |  |
|                           |                        | Maria Salviati        |                                  |  |  |       |  |  | Cosimo I de' Medici |  |  |                           |  |
| Ferdinando I de' Medici   |                        |                       |                                  |  |  |       |  |  | Cosimo I de' Medici |  |  |                           |  |
|                           |                        | Eleonora di Toledo    | Pedro Álvarez de Toledo y Zúñiga |  |  |       |  |  |                     |  |  |                           |  |
|                           |                        | Eleonora di Toledo    | Pedro Álvarez de Toledo y Zúñiga |  |  |       |  |  |                     |  |  |                           |  |
|                           |                        | Eleonora di Toledo    | María Osorio y Pimentel          |  |  |       |  |  |                     |  |  |                           |  |
| Cosimo II de' Medici      |                        | Eleonora di Toledo    |                                  |  |  |       |  |  |                     |  |  |                           |  |
|                           |                        | Carlo III di Lorena   | Francesco I di Lorena            |  |  |       |  |  |                     |  |  |                           |  |
|                           |                        | Carlo III di Lorena   | Francesco I di Lorena            |  |  |       |  |  |                     |  |  |                           |  |
|                           |                        | Carlo III di Lorena   | Cristina di Danimarca            |  |  |       |  |  |                     |  |  |                           |  |
| Cristina di Lorena        |                        | Carlo III di Lorena   |                                  |  |  |       |  |  |                     |  |  |                           |  |
|                           |                        | Claudia di Valois     | Enrico II di Francia             |  |  |       |  |  |                     |  |  |                           |  |
|                           |                        | Claudia di Valois     | Enrico II di Francia             |  |  |       |  |  |                     |  |  |                           |  |
|                           |                        | Claudia di Valois     | Caterina de' Medici              |  |  |       |  |  |                     |  |  |                           |  |
| Maria Cristina de' Medici |                        | Claudia di Valois     |                                  |  |  |       |  |  |                     |  |  |                           |  |
|                           | Ferdinando I d'Asburgo | Filippo I d'Asburgo   |                                  |  |  |       |  |  |                     |  |  |                           |  |
|                           | Ferdinando I d'Asburgo | Filippo I d'Asburgo   |                                  |  |  |       |  |  |                     |  |  |                           |  |
|                           | Ferdinando I d'Asburgo | Giovanna di Castiglia |                                  |  |  |       |  |  |                     |  |  |                           |  |
| Carlo II d'Austria        | Ferdinando I d'Asburgo |                       |                                  |  |  |       |  |  |                     |  |  |                           |  |
|                           |                        | Anna Jagellone        | Ladislao II di Boemia            |  |  |       |  |  |                     |  |  |                           |  |
|                           |                        | Anna Jagellone        | Ladislao II di Boemia            |  |  |       |  |  |                     |  |  |                           |  |
|                           |                        | Anna Jagellone        | Anna di Foix-Candale             |  |  |       |  |  |                     |  |  |                           |  |
| Maria Maddalena d'Austria |                        | Anna Jagellone        |                                  |  |  |       |  |  |                     |  |  |                           |  |
|                           |                        | Alberto V di Baviera  | Guglielmo IV di Baviera          |  |  |       |  |  |                     |  |  |                           |  |
|                           |                        | Alberto V di Baviera  | Guglielmo IV di Baviera          |  |  |       |  |  |                     |  |  |                           |  |
|                           |                        | Alberto V di Baviera  | Maria Giacomina di Baden         |  |  |       |  |  |                     |  |  |                           |  |
| Maria Anna di Baviera     |                        | Alberto V di Baviera  |                                  |  |  |       |  |  |                     |  |  |                           |  |
|                           |                        | Anna d'Austria        | Ferdinando I d'Asburgo           |  |  |       |  |  |                     |  |  |                           |  |
|                           |                        | Anna d'Austria        | Ferdinando I d'Asburgo           |  |  |       |  |  |                     |  |  |                           |  |
|                           |                        | Anna d'Austria        | Anna Jagellone                   |  |  |       |  |  |                     |  |  |                           |  |
|                           |                        | Anna d'Austria        |                                  |  |  |       |  |  |                     |  |  |                           |  |